# Prospectus de l'Histoire des Plantes de Dauphiné
Prospectus de l'Histoire des Plantes de Dauphiné (abreviado: Prosp. Hist. Pl. Dauphiné, y en francés, literalmente, Prospecto de la historia de las plantas del Delfinado) es un libro con ilustraciones y descripciones botánicas que fue escrito por el anatomista y botánico, pteridólogo, micólogo, algólogo francés, Dominique Villars. Se publicó en Grenoble en el año 1779 con el nombre de Prospectus de l'Histoire des plantes de Dauphiné, et d'une nouvelle méthode de botanique, suivi d'un catalogue des plantes qui y ont été nouvellernent découvertes, & de celles qui sont les plus rares, ou qui sont particulières à cette Province. Aver leurs charactères spécifiques, & l'établissement d'un nouveau genre, appellé [sic] Berardia. / Par M. Villar, Docteur en Médecine.